# 新堂真弓
新堂 真弓（しんどう まゆみ、3月20日 - ）は、日本の女性声優、歌手、作詞家。主にアダルトゲーム業界で活動している。オカザキシュンとの音楽ユニットunMOMENTのボーカリスト。以前はTABプロダクション、アトリエピーチに所属し、現在はフリー。

## 人物
アニメや漫画が好きな兄の影響で、彼女自身もそれらが昔から身近な存在だった。高校3年の終わり頃に「表現することをしたい」と考えて声優を志し、反対する周囲を説得するため、ボイストレーニングに通って先生から関係者を紹介してもらったり、劇団に出入りして先輩から話を聞いたりして情報収集した。
デビュー作は2003年発売の『あののの。〜君と過ごしたあの日あの時あの未来〜』で、発売前の数ヶ月間プロモーションで地方を回ったが、イベント会場で緊張のため真っ白になり、何を喋ればいいかわからなくなってしまったという。
2008年12月19日に発売された『ミンナノウタ』では、ヒロイン役と兼業でプロデューサーを務めた。「ユーザーに曲データをいじってもらって、雰囲気が変わることを体感してもらうゲームはどうか」とメーカーに提案した所、気付いた時にはプロデューサーの名目も付いてしまっていたという。ゲーム製作作業ではデータがDVDの2枚分ほどの膨大な量になってしまい、調整に苦労した。
歌や作詞の分野では、小学校時代から作詞クラブで短歌や詩を書いており、中学時代は新聞部、高校時代は文芸部に所属し、冊子作りや雑誌への投稿などをしていた。声優になった後、ゲームソングのメロディーを仮起こしする作業を手伝った縁から、作詞の仕事をするようになった。自分で歌うようになったのは、UNDER17のライブを観て、萌えソングの歌詞の素晴らしさ・パフォーマンス・ファンの情熱などに感動したのがきっかけという。
キャッチフレーズ「あなたの腎臓ねらい撃ち！」はデビュー当時につけたもので、プロモーションイベントでのトークが「しょっぱい」と周囲に突っ込まれて悔しかったため、開き直って「私はこのしょっぱいトークでみんなの腎臓をねらい撃っている」と反撃したことから。また、MOSAIC.WAVのライブにスタイリストとして参加した際には、自身の本職を聞かれて「AKiBAクリエイター」と応えた。

## 出演
太字はメインキャラクター

### ゲーム

#### アダルトゲーム
2004年以前
- あののの。〜君と過ごしたあの日あの時あの未来〜（遠山ココロ）
- Moeラブ なついろ萌黄寮（ト部輝夜）
- ガッデーム&ジュテーム（5役）
- メイドさんしぃしー（理央）
- ファミレス戦士プリン（寺井みすず）
- ウェイトレスパラダイス（田中桜）
- Like Life（宮里結未）
- Milkyway3（坂上柚香）
- ときどきパクッちゃお!（阿川沙弥香）

2005年
- 魔法少女Twin☆kle（ビータ）
- シス×みこ（女の子）
- ぱんちょDEブラボー！（シャーリー・ベイカー）
- おね・たま 〜ボクとお姉ちゃんと狐の湯〜（梶原亜弓）
- _summer（コイン王女）
- ほたるの刻（棗瑠夏）
- ひめしょ!（センゴクナナミ、ヤナセアキ）

2006年
- スクールぱにっく！（野島椿）
- むすんで、ひらいて（瀬戸内ゆかり）
- CCホスピタル（釜本尋実、???）
- はちゅかの（原田美春）
- きすみみ!! 〜Kiss!Me!Me!〜（半田理沙）
- らぐな☆彡サイエンス（富田ことみ）

2007年
- Alea -アレア- 紅き月を遙かに望み（香々美空）
- おいしい魔法のとなえかた。（アルフィ・マリーゴールド）
- ドラクリウス（リカ・ペンブルトン）
- ぷる萌えンジェル アイドルあいこ（沢田紅実）
- エターナルファンタジー（エフメル）
- ツイ☆てる（鴎屋宙）
- やくchu! 〜ただいま媚薬開発中〜（苗代あいり）

2008年
- 戦女神ZERO（アムドシアス）
- Hなメイドさんは好きですか？（星野舞）
- 残暑お見舞い申し上げます。 〜君と過ごしたあの日と今と〜（矢木沢壬生）
- つくして!?Myシスターズ（浅野恵）
- どこでもすきしていつでもすきして（天野暦）
- ないしょ思春期 〜ヒミツに恋する妹たち〜（桜田美柚）
- 5-ファイブ-（稲葉愛理）
- FairlyLife（自販子）
- Volume7（ピロシキ）
- ミンナノウタ（片瀬鳴）

2009年
- あきまほ！（水瀬花梨）
- あの蒼い海より（夜坂由佳）
- 幻月のパンドオラ（麻倉由緒）
- ココロ保健室 〜キミとナイショのカウンセリング〜（伊勢谷菜巳）
- スズノネセブン!（志麻莉里）
- 世界を征服するための、3つの方法（リムカ・ピスラ、アニス、イニス）
- みここ!（白神陽菜乃）
- ガチ乙女クインテット（愛乃縁結）
- 姫様ご命令を！（エミリア・シエラ・ディートリッチ）
- 魔法少女の大切なこと（クリスティーナ・カフカ）
- さくらテイル（ジネット・クローディーヌ・カルヴェ・ド・アシャール）
- 妹スマイル（月野暦）
- スズノネセブン! -Sweet Lovers' Concerto-（志麻莉里）
- ハチミツ乙女blossomdays（七瀬有希）

2010年
- 聖なるかな外伝・精霊天翔 〜壊れゆく世界の少女たち〜（クリスト・ゼゥ）
- ひのまるっ（桜橋町子）
- 催眠生活〜校則だから仕方ない!?（岩清水鴇子）
- Re:Seven 〜僕が君に出来るコト〜（老原貴代）
- 撫子乱舞（霧島祥子）
- あまつみそらに!（音無京佳）
- ぐらタン（卯月岬子）
- 君の名残は静かに揺れて（白鷺小百合）
- ヒメと魔神と恋するたましぃ（仲條紗穂）
- よう∽ガク 〜妖学園の未来は会長次第!?〜（ブリジット・シュタイナー）
- BUNNYBLACK（リズ）
- Green Strawberry（長岡琴鳥）
- 戦女神VERITA（魔神アムドシアス）
- さくらビットマップ（畑山いるか、コイン王女）
- 風ヶ原学園スパイ部っ!（柊花梨）
- 恋愛催眠〜ツンな彼女がデレる催眠〜（野々山琴子）
- 魔王を征服するための、666の方法（アニス、イニス）
- まません（藤戸美紀）

2011年
- アクロウム・エチュード Canvas4（東雲杏子）
- Flyable CandyHeart（白鷺小百合）
- ぶら ぶら（千道美羽）
- 処女と魔王とタクティクス（キサラ・チャイム）
- めちゃ婚!（八丈椿）
- 雪鬼屋温泉記
- 妹スタイル（みかん）
- 戦極姫3〜天下を切り裂く光と影〜（武田信玄、武田信廉、小早川隆景）
- イヅナ斬審剣（ガブリエル）
- 理-コトワリ- 〜キミの心の零れた欠片〜（梔初夏）
- 夢みる月のルナルティア（ルナル・ラ・ラパン）
- Strawberry Nauts（たんぽぽ）
- あっぱれ!天下御免（柳宮十兵衛）

2012年
- BUNNYBLACK 2
- リア充催眠〜リアルが充実する催眠生活はじめました。〜（豊洲愛留）
- 処女と魔王とタクティクス 〜魔王争奪戦〜（キサラ・チャイム）
- 決戦!乙女たちの戦場3〜電撃作戦!戦果はエースの名のもとに〜（フェリシア・ハウエル）
- 桜ノーリプライ（月森千代子）
- 俺と5人の嫁さんがラブラブなのは、未来からきた赤ちゃんのおかげに違いない!?（美作日向）
- 戦極姫4〜争覇百計、花守る誓い〜（武田信玄、武田信廉、小早川隆景）

2013年
- ずっとすきして たくさんすきして（真下冬眞）
- BUNNYBLACK 3（ミアルテ）
- あおぞらストライプ（水谷すみれ）

2014年
- MeltyMoment -メルティモーメント-（黒谷五十鈴）
- 超催眠術学園（代々木向日葵）
- アウトベジタブルズ（ラグドール）
- 彼女が俺にくれたもの。俺が彼女にあげるもの。 〜KISS My Darling: めちゃ婚 case3〜（キャロット・ル・アンゴラ）

2015年
- 悪魔娘の看板料理（キィ）
- 戦極姫6〜天下覚醒、新月の煌き〜（武田信玄、武田信廉）
- 三極姫4〜天下繚乱 天命の恋絵巻〜（劉備玄徳）
- 吸血姫のリブラ（マリティマ・マルコルミア）

2016年
- 天極姫2 〜覇権争奪、幻妖の将星〜（武田信玄、武田信廉）
- ビッチ姉ちゃんが清純なはずがないっ!（多賀胡桃）
- 珊海王の円環
- プラネット ドラゴン（ララ・エントラ・クエント）
- 哀願する魔法少女 〜信じてください!〜（セラフィー・ユミ、亜麻宮ユミ）
- サポありショウジョ（相原花凛）
- 戦極姫7 〜戦雲つらぬく紅蓮の遺志〜（安東愛季）
- 俺が校則! 中出し以外は校則違反!!! 〜女子校生全員中出し完全制圧計画〜（網地島海広）

2017年
- ビッチ姉妹が清純なはずがないっ!（晴海茜）
- らぶらぶシスターズ 〜花嫁＆姉妹達とのドキドキハーレム生活〜（紅葉鹿ノ芽）
- 健全!変態生活のススメ（前園千濤）
- ビッチ学園が清純なはずがないっ!!?（隠岐心桃鈴）

2018年
- 催眠ぱらだいす! 〜催眠術でツゴウノイイ美少女学園性活〜（六甲えりか）

2019年
- スク〜ル催眠ぱらだいす! 〜さっきまで全然好きじゃなかったのに!?〜（土浦弥希）
- 健全!変態公僕のツトメ（前園千濤）

2020年
- シス△キャン（天野梢）

2024年
- 健全!変態隣人のサダメ（前園千濤）

#### 一般ゲーム
2005年
- サムライスピリッツ 天下一剣客伝（シャルロット、いろは、機巧おちゃ麻呂）
- Like Life an hour（宮里結未）

2008年
- すっごい!アルカナハート2 〜転校生 あかねとなずな〜 / 3（2008年 - 2009年、犬若あかね） - 2作品
- 吸血奇譚ムーンタイズ（リカ・ペンブルトン）

2010年
- スズノネセブン! 〜Rebirth knot〜（志麻莉里）

2011年
- クイーンズゲイト スパイラルカオス（いろは）
- エターナル・エチュード Canvas4（東雲杏子）

2017年
- 萌え萌え2次大戦(略)3 （パトリシア、ルーデル）

2018年
- 戦極姫7 〜戦雲つらぬく紅蓮の遺志〜（安東愛季、片倉景綱）

2019年
- 共闘ことばRPG コトダマン（いろは）

### インターネットラジオ
パーソナリティ
- WindVoice（セカンドファクトリー：2007年10月 - 2008年3月、SoundFeather：2008年11月）
- 新堂真弓の"イッてもいいですか?"（Radio Peach：2008年9月4日 - 2011年5月20日）
- ぐらラジ（Radio Peach：2008年9月4日 - ）

### ドラマCD
- Like Life an hour〜冬と祭と解けたリボン〜（2005年、宮里結未）
- 大人になる呪文（FOX出版）（ミキ）
- スクールなびげーしょん!（クロスウィンド）（スーリィ・レッドウッド）
- スズノネセブン! 未来・運命・共同体!（ラッセル）（志摩莉里）

### CD
- シス×みこ
- 萌魂
- まゆみんとろにか 〜 新堂真弓 AKiBA SONG BEST - 2010年5月21日発売のベストアルバム（DreamPartyおよびM3で先行発売）。

※その他、出演作品のサウンドトラックなどで歌唱を担当。